# Lincoln College
El Lincoln College (cuyo nombre completo es: The College of the Blessed Mary and All the Saints, Lincoln; El college de la Virgen María y de todos los Santos, Lincoln) es uno de los colleges que constituyen la Universidad de Oxford en el Reino Unido. Está situado en el centro de Oxford, en Turl Street al lado del Exeter y cuya parte trasera da al Brasenose. En 2006, el Lincoln tuvo un presupuesto estimado en 69 millones de libras.

## Historia
El College fue fundado el 13 de octubre de 1427 por Richard Fleming, por entonces obispo de Lincoln, para combatir las enseñanzas lolardas de John Wyclif. Lo ideó para ser “un pequeño colegio de verdaderos estudiantes de teología que defenderían los misterios de las Escrituras contra aquellos laicos ignorantes que profanaron sus más sagradas perlas”.
Pero a causa de su insuficiente presupuesto, parece que el college habría desaparecido de no ser gracias a un segundo obispo de Lincoln, Thomas Rotherham, quien lo refundó y redotó en la década de 1470.
En el siglo XVIII el Lincoln se convirtió en la cuna del Metodismo, cuando John Wesley, por entonces profesor en él, celebró reuniones religiosas con su hermano Charles.
En el siglo siguiente, el Lincoln fue el primer college de Oxford (y Cambridge) que admitió a un profesor judío, el filósofo australiano Samuel Alexander, nombrado en 1882.
Años después del éxito que cosecharon las novelas de espías de la Guerra fría, el novelista y graduado del Lincoln John le Carré, que fue espía, reveló que tomó como modelo para el espía ficticio de sus libros, George Smiley, al antiguo rector del Lincoln Vivian H. H. Green. Al menos otro reciente rector del Lincoln, Sir Maurice Shock, disfrutó de una carrera previa en la inteligencia británica, aunque hay pocas pruebas que fundamentan la reputación del college como un lugar de reclutamiento de espías.
El Lincoln fue el primer college en Oxford o Cambridge que dio una Sala Común exclusiva a los estudiantes de postgrado. Ha admitido mujeres desde la década de 1970.

## Arquitectura

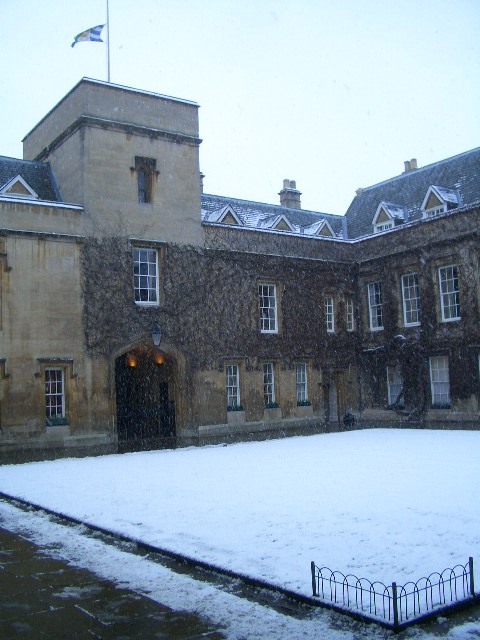
El Patio Principal nevado.

De acuerdo a Nikolaus Pevsner, el Lincoln College preserva “el carácter de un college del siglo XV, más que ningún otro en Oxford”. Esto se debe a que tanto la fachada de Turl Street y el patio principal todavía son de dos plantas (aunque loas parapetos son del siglo XIX).
Hay tres patios – el principal (del siglo XV), el patio de la capilla (de entre 1608 y 1631) y el patio del grove (del siglo XIX) – y bastantes espacios irregulares.
La capilla fue construida es un estilo perpendicular tardía entre 1629 y 1631. La biblioteca del college se encuentra en la convertida iglesia del siglo XVIII de “Todos los Santos”, entregada al college en 1971. Los aposentos del rector se encuentra en Turl Street son de estilo neogeorgiano y fueron construidos entre 1929 y 1930.